# 列萬·奇拉切瓦
列萬·奇拉切瓦（1991年8月17日—）是一位喬治亞橄欖球運動員。他現在效力於法國球隊土倫。他是喬治亞國家橄欖球隊的一員，代表喬治亞參加了2015年世界盃橄欖球賽。